# Sexualité après une lésion médullaire

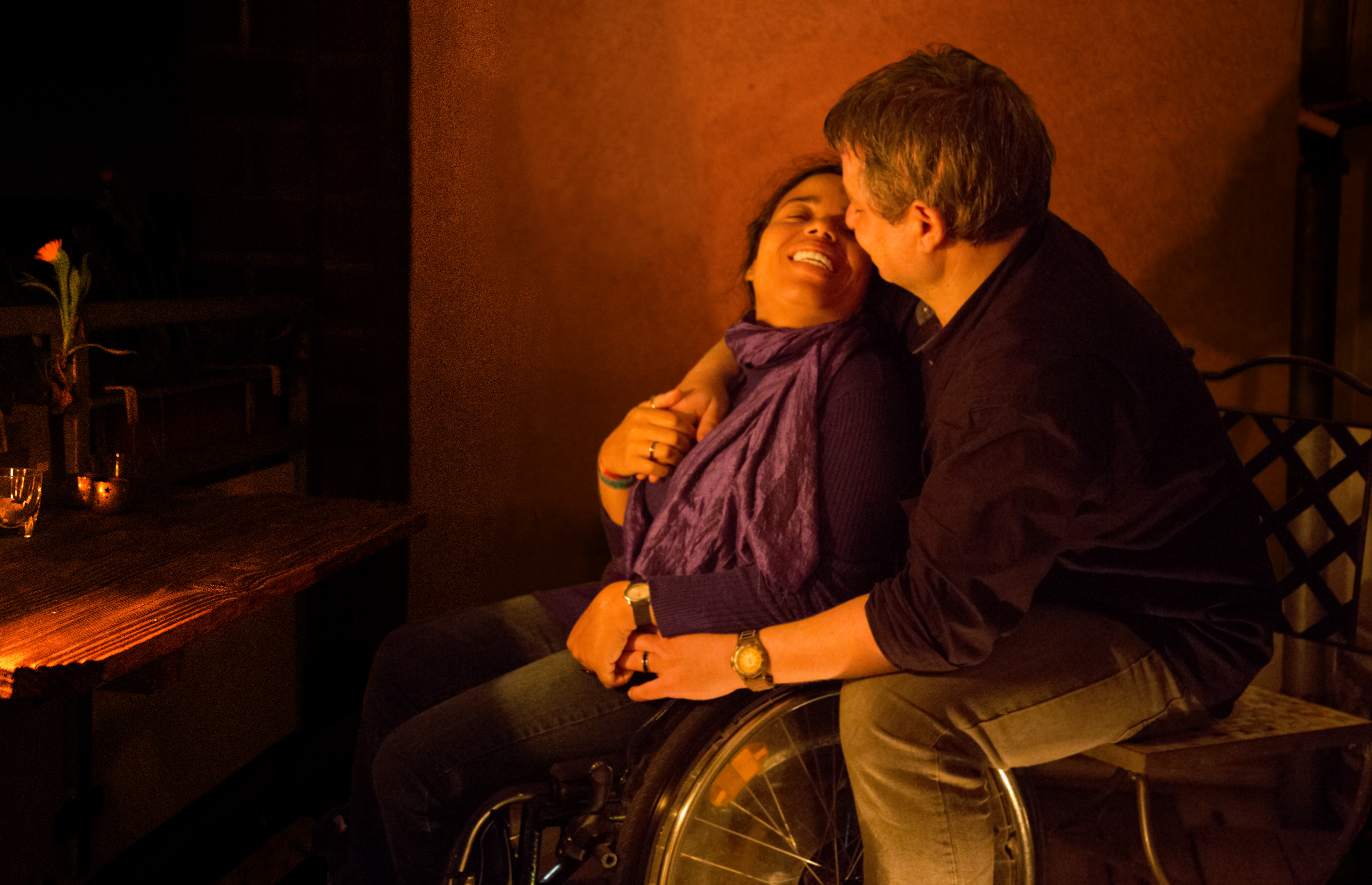
De nombreuses personnes souffrant de lésions de la moelle épinière ont des relations et une vie sexuelle épanouies.

Bien que les lésions de la moelle épinière entraînent souvent des dysfonctions sexuelles, de nombreuses personnes atteintes de ces lésions sont en mesure d'avoir une vie sexuelle satisfaisante. Les limitations physiques résultant d'une lésion de la moelle épinière affectent la fonction sexuelle (en) et la sexualité dans des domaines plus larges, ce qui a des effets importants sur la qualité de vie. Les lésions de la moelle épinière réduisent sa capacité à transmettre des messages entre le cerveau et les parties du corps situées au-dessous du niveau de la lésion. Il en résulte une perte ou une réduction des sensations et des mouvements musculaires (en), ce qui affecte l'orgasme, l'érection, l'éjaculation et la lubrification vaginale. La douleur, la faiblesse et les effets secondaires des médicaments sont des causes plus indirectes de dysfonction sexuelle. Les causes psychosociales comprennent la dépression et l'altération de l'image de soi. De nombreuses personnes atteintes de lésions médullaires ont une vie sexuelle satisfaisante et beaucoup connaissent l'excitation sexuelle et l'orgasme. Les personnes atteintes de lésions médullaires peuvent recourir à diverses adaptations pour mener une vie sexuelle saine, en se concentrant sur différentes parties du corps et sur différents types d'actes sexuels. La plasticité neuronale peut expliquer l'augmentation de la sensibilité dans les parties du corps qui n'ont pas perdu leur sensibilité, de sorte que les personnes trouvent souvent des zones érotiques de la peau nouvellement sensibles dans les zones érogènes ou près des frontières entre les zones où la sensibilité a été préservée et celles où elle a été perdue.
Il existe des médicaments, des dispositifs, des interventions chirurgicales et d'autres interventions pour aider les hommes à obtenir une érection et une éjaculation. Bien que la fertilité masculine soit réduite, de nombreux hommes atteints de lésions médullaires peuvent encore engendrer des enfants, en particulier grâce à des interventions médicales. La fertilité des femmes n'est généralement pas affectée, mais des précautions doivent être prises pour assurer une grossesse et un accouchement en toute sécurité. Les personnes atteintes d'une lésion médullaire doivent prendre des mesures pendant l'activité sexuelle pour faire face aux effets de la lésion médullaire tels que la faiblesse et les limitations de mouvement, et pour éviter les blessures telles que les lésions cutanées dans les zones où la sensibilité est réduite. L'éducation et le conseil en matière de sexualité constituent une partie importante de la rééducation des personnes atteintes de lésions médullaires (en), mais ils sont souvent absents ou insuffisants. La réadaptation des enfants et des adolescents vise à promouvoir le développement sain de la sexualité et comprend une éducation pour eux et leurs familles. Les préjugés et les stéréotypes hérités de la culture affectent négativement les personnes atteintes d'une lésion médullaire, en particulier lorsqu'ils sont véhiculés par des soignants professionnels. L'image corporelle (en) et d'autres insécurités affectent la fonction sexuelle et ont des répercussions profondes sur l'estime de soi et le concept de soi. Les lésions médullaires entraînent des difficultés dans les relations amoureuses, en raison de problèmes liés à la fonction sexuelle et à d'autres facteurs de stress liés à la blessure et au handicap, mais de nombreuses personnes atteintes de lésions médullaires ont des relations et des mariages satisfaisants. Les relations, l'estime de soi et la capacité de reproduction sont tous des aspects de la sexualité, qui englobe non seulement les pratiques sexuelles, mais aussi un ensemble complexe de facteurs : influences culturelles, sociales, psychologiques et émotionnelles.

## Sexualité et identité
La sexualité est un élément important de l'identité de chacun, même si certaines personnes ne s'intéressent pas à la sexualité. La sexualité comporte des aspects biologiques, psychologiques, émotionnels, spirituels, sociaux et culturels. Elle concerne non seulement les comportements sexuels, mais aussi les relations, l'image de soi, la libido, la reproduction, l'orientation sexuelle et l'expression du genre. La sexualité de chacun est influencée par la socialisation tout au long de la vie, dans laquelle des facteurs tels que le contexte religieux (en) et culturel jouent un rôle, et s'exprime dans l'estime de soi et les croyances que l'on a de soi-même (s'identifier comme une femme ou comme une personne séduisante).
Les lésions médullaires perturbent considérablement la sexualité et touchent le plus souvent les jeunes, qui sont à l'apogée de leur vie sexuelle et reproductive,. Pourtant, l'importance de la sexualité en tant que partie intégrante de la vie n'est pas diminuée par une lésion invalidante. Bien que l'on ait cru pendant des années que les personnes atteintes de lésions médullaires étaient asexuées, la recherche a montré que la sexualité était une priorité pour les personnes atteintes de lésions médullaires et un aspect important de la qualité de vie,. En effet, parmi toutes les capacités qu'ils aimeraient retrouver, la plupart des paraplégiques ont placé la fonction sexuelle en tête de leurs priorités, et la plupart des tétraplégiques l'ont placée en deuxième position, après la fonction des mains et des bras,. La fonction sexuelle a un impact profond sur l'estime de soi et l'adaptation à la vie post-lésionnelle. Les personnes capables de s'adapter à leur nouveau corps et d'avoir une vie sexuelle satisfaisante ont une meilleure qualité de vie globale
.

## Fonction sexuelle
Les lésions médullaires entraînent généralement des dysfonctions sexuelles, en raison de problèmes liés aux sensations et aux réactions d'excitation du corps. La capacité d'éprouver du plaisir sexuel et l'orgasme font partie des priorités de la réadaptation sexuelle chez les personnes blessées.
L'érection a fait l'objet de nombreuses recherches. Deux ans après la blessure, 80 % des hommes récupèrent au moins une partie de leur fonction érectile, bien que beaucoup d'entre eux rencontrent des problèmes de fiabilité et de durée de leurs érections s'ils n'ont pas recours à des interventions pour les améliorer. Des études ont montré que la moitié ou jusqu'à 65 % des hommes souffrant de lésions médullaires ont des orgasmes, bien que l'expérience puisse être différente de ce qu'elle était avant la blessure. La plupart des hommes disent que l'orgasme est plus faible, et qu'il faut plus de temps et de stimulation pour l'obtenir.
Les problèmes les plus fréquents rencontrés par les femmes après une lésion médullaire sont la douleur lors des rapports sexuels et la difficulté à atteindre l'orgasme. Environ la moitié des femmes atteintes d'une lésion médullaire sont capables d'atteindre l'orgasme, généralement lorsque leurs organes génitaux sont stimulés. Certaines femmes indiquent que la sensation de l'orgasme est la même qu'avant la lésion, tandis que d'autres affirment que la sensation est réduite.

### Lésion complète ou incomplète
La gravité de la lésion est un aspect important pour déterminer le degré de récupération de la fonction sexuelle d'une personne,. Selon l'échelle de classification de l'American Spinal Injury Association (en), une lésion médullaire incomplète est une lésion dans laquelle une certaine quantité de sensation ou de fonction motrice est préservée dans le rectum, ce qui indique que le cerveau peut encore envoyer et recevoir certains messages aux parties les plus basses de la moelle épinière, au-delà de la zone endommagée. Chez les personnes souffrant d'une lésion incomplète, une partie ou la totalité des voies vertébrales impliquées dans les réponses sexuelles restent intactes, ce qui permet, par exemple, d'avoir des orgasmes comme ceux des personnes non blessées. Chez les hommes, une lésion incomplète améliore les chances d'érection, et d'orgasme par rapport aux personnes souffrant d'une lésion complète,
.
Même les personnes atteintes d'une lésion médullaire complète, chez qui la moelle épinière ne peut transmettre aucun message au-delà du niveau de la lésion, peuvent atteindre l'orgasme,,. En 1960, dans l'une des premières études portant sur l'orgasme et la lésion médullaire, le terme d'orgasme fantôme a été inventé pour décrire la perception par les femmes de sensations orgasmiques malgré la lésion médullaire - mais des études ultérieures ont suggéré que l'expérience n'est pas simplement psychologique. Les hommes souffrant d'une lésion médullaire complète font état de sensations sexuelles au moment de l'éjaculation, accompagnées de signes physiques normalement observés lors de l'orgasme, tels qu'une augmentation de la pression artérielle. Les femmes peuvent ressentir un orgasme en cas de vibration du col de l'utérus, quel que soit le niveau ou l'étendue de la lésion ; la sensation est la même que celle ressentie par les femmes non blessées. Les nerfs périphériques du système nerveux parasympathique qui transmettent des messages au cerveau (fibres nerveuses afférentes (en)) peuvent expliquer pourquoi les personnes atteintes d'une lésion médullaire complète ressentent des sensations sexuelles et orgasmiques. Une explication proposée pour l'orgasme chez les femmes malgré une lésion médullaire complète est que le nerf vague contourne la moelle épinière et transmet les informations sensorielles des organes génitaux directement au cerveau,,,. Les femmes souffrant de lésions complètes peuvent atteindre l'excitation sexuelle et l'orgasme par la stimulation du clitoris, du col de l'utérus ou du vagin, qui sont chacun innervés par des voies nerveuses différentes, ce qui suggère que même si la lésion médullaire interfère avec une zone, la fonction peut être préservée dans d'autres. Chez les personnes blessées et non blessées, le cerveau est responsable de la façon dont les sensations de l'orgasme sont perçues : les expériences qualitatives associées à l'orgasme sont modulées par le cerveau, plutôt que par une zone spécifique du corps.

### Niveau de lésion
Outre l'étendue de la lésion, l'emplacement de la lésion sur la moelle épinière influe sur le degré de conservation ou de récupération de la fonction sexuelle après la lésion,. Les lésions peuvent se produire au niveau cervical (cou), thoracique (dos), lombaire (bas du dos) ou sacré (pelvis). Entre chaque paire de vertèbres, les nerfs rachidiens se ramifient à partir de la moelle épinière et transportent des informations vers et depuis des parties spécifiques du corps. L'emplacement de la lésion de la moelle épinière est cartographié sur le corps, et la zone de la peau innervée par un nerf rachidien spécifique s'appelle un dermatome. Tous les dermatomes situés sous le niveau de la lésion de la moelle épinière peuvent perdre leur sensibilité.
Une lésion située à un point inférieur de la colonne vertébrale n'est pas nécessairement synonyme d'une meilleure fonction sexuelle ; par exemple, les personnes présentant des lésions dans la région sacrée sont moins susceptibles d'atteindre l'orgasme que celles présentant des lésions plus haut sur la colonne vertébrale. Les femmes présentant des lésions au-dessus du niveau sacré ont une plus grande probabilité d'atteindre l'orgasme en réponse à la stimulation du clitoris que celles présentant des lésions sacrées (59 % contre 17 %). Chez les hommes, les lésions situées au-dessus du niveau sacré sont associées à une meilleure fonction en termes d'érection et d'éjaculation, ainsi qu'à des rapports de dysfonctionnement moins nombreux et moins graves. Cela peut être dû à des réflexes qui ne nécessitent pas l'intervention du cerveau, que les lésions sacrées peuvent interrompre.

### Réponses psychogènes et réflexogènes
La réponse d'excitation physique du corps (lubrification vaginale et engorgement du clitoris chez la femme et érection chez l'homme) est due à deux voies distinctes qui fonctionnent normalement ensemble : la voie psychogène et la voie réflexe. L'excitation due à des fantasmes, à des données visuelles ou à d'autres stimulations mentales est une expérience sexuelle psychogène, et l'excitation résultant d'un contact physique avec la zone génitale est réflexogène. Dans le cas de l'excitation psychogène, les messages passent du cerveau aux nerfs de la région génitale via la moelle épinière. La voie psychogène est desservie par la moelle épinière aux niveaux T11 (en)-L2. Ainsi, les personnes blessées au-dessus du niveau de la vertèbre T11 n'ont généralement pas d'érection psychogène ou de lubrification vaginale, mais celles qui sont blessées au-dessous de T12 peuvent en avoir une. Même en l'absence de ces réactions physiques, les personnes atteintes de lésions médullaires se sentent souvent excitées, tout comme les personnes non blessées. La capacité à ressentir la sensation d'une piqûre d'épingle et d'un léger toucher dans les dermatomes de T11-L2 permet de prédire dans quelle mesure la capacité à avoir une excitation psychogène est préservée chez les deux sexes,. L'entrée de la voie psychogène est sympathique et, la plupart du temps, elle envoie des signaux inhibiteurs qui empêchent la réponse d'excitation physique ; en réponse à la stimulation sexuelle, les signaux excitateurs sont augmentés et l'inhibition est réduite. La suppression de l'inhibition qui est normalement présente permet aux réflexes spinaux qui déclenchent la réponse d'excitation de prendre effet.
La voie réflexogène active le système nerveux parasympathique en réponse à la sensation de toucher. Elle est médiée par un arc réflexe qui va à la moelle épinière (et non au cerveau) et est desservie par les segments sacrés de la moelle épinière à S2-S4,. Une femme avec une lésion de la moelle épinière au-dessus de T11 peut ne pas être capable de ressentir une lubrification vaginale psychogène, mais peut toujours avoir une lubrification réflexe si ses segments sacrés ne sont pas lésés. De même, bien que la capacité d'un homme à avoir une érection psychogène lorsqu'il est mentalement excité puisse être altérée après une lésion médullaire de niveau supérieur, il peut toujours être capable d'avoir une érection réflexe ou « spontanée »,. Ces érections peuvent résulter de l'absence d'excitation psychologique lorsque le pénis est touché ou effleuré, par exemple par un vêtement. Les érections réflexes peuvent augmenter en fréquence après une lésion médullaire, en raison de la perte de l'entrée inhibitrice du cerveau qui supprimerait la réponse chez un homme non blessé. Inversement, une lésion en dessous du niveau S1 entrave les érections réflexes mais pas les érections psychogènes. Les personnes qui conservent une certaine sensibilité dans les dermatomes aux niveaux S4 et S5 et qui présentent un réflexe bulbocaverneux (en) (contraction du plancher pelvien en réponse à une pression sur le clitoris ou le gland du pénis) sont généralement capables d'avoir des érections réflexes ou de se lubrifier. Comme d'autres réflexes, les réponses sexuelles réflexes peuvent être perdues immédiatement après une lésion mais revenir avec le temps, à mesure que l'individu se remet du choc vertébral (en).

### Facteurs de réduction de la fonction
La plupart des personnes atteintes d'une lésion médullaire ont des problèmes de réponse physique à l'excitation sexuelle,. Les problèmes qui résultent directement d'une altération de la transmission neuronale sont appelés dysfonction sexuelle primaire. La fonction des organes génitaux est presque toujours affectée par une lésion médullaire, par une altération, une réduction ou une perte totale de sensation. La douleur neuropathique, dans laquelle les voies nerveuses endommagées signalent une douleur en l'absence de tout stimulus nocif, est fréquente après une lésion médullaire et interfère avec la sexualité,.
Le dysfonctionnement secondaire résulte de facteurs liés à la lésion, tels que la perte du contrôle de la vessie et des intestins ou une altération des mouvements. Le principal obstacle à l'activité sexuelle que rencontrent les personnes atteintes d'une lésion médullaire est la limitation physique ; par exemple, les problèmes d'équilibre et la faiblesse musculaire entraînent des difficultés de positionnement. La spasticité, c'est-à-dire le resserrement des muscles dû à l'augmentation du tonus musculaire, est une autre complication qui interfère avec la sexualité. Certains médicaments ont des effets secondaires qui entravent le plaisir sexuel ou interfèrent avec la fonction sexuelle : les antidépresseurs, les relaxants musculaires, les somnifères et les médicaments qui traitent la spasticité. Des changements hormonaux qui altèrent la fonction sexuelle peuvent se produire après une lésion médullaire ; les niveaux de prolactine augmentent, les femmes cessent temporairement d'avoir leurs règles (aménorrhée) et les hommes ont des niveaux réduits de testostérone. La carence en testostérone entraîne une baisse de la libido, une faiblesse accrue, de la fatigue et une absence de réponse aux médicaments favorisant l'érection,.
La dysfonction sexuelle tertiaire résulte de facteurs psychologiques et sociaux. La diminution de la libido, du désir ou de l'expérience de l'excitation peut être due à des facteurs psychologiques ou situationnels tels que la dépression, l'anxiété et les changements dans les relations. Les deux sexes connaissent une diminution du désir sexuel après une lésion médullaire, et près de la moitié des hommes et près des trois quarts des femmes ont des difficultés à être psychologiquement excités,. La dépression est la cause la plus fréquente de problèmes d'excitation chez les personnes atteintes d'une lésion médullaire. Les personnes ressentent souvent du chagrin et du désespoir au début de la blessure. L'anxiété, les troubles liés à la consommation de substances (en) et l'alcoolisme peuvent augmenter après la sortie de l'hôpital, car de nouveaux défis se présentent, ce qui peut exacerber les difficultés sexuelles. La consommation de substances augmente les comportements malsains, mettant à l'épreuve les relations et le fonctionnement social. Les lésions médullaires peuvent entraîner des insécurités importantes, qui ont des répercussions sur la sexualité et l'image de soi. Les lésions médullaires affectent souvent l'image corporelle, soit en raison de la multitude de changements dans le corps qui affectent l'apparence (par exemple, les muscles inutilisés des jambes s'atrophient), soit en raison de changements dans la perception de soi qui ne sont pas directement liés aux changements physiques. Les sentiments d'indésirabilité ou d'inutilité poussent même certaines personnes à suggérer à leur partenaire de trouver quelqu'un qui ne soit pas handicapé. Les personnes se trouvent souvent moins attirantes et s'attendent à ce que les autres ne soient pas attirés par elles après une LM. Ces insécurités provoquent la peur du rejet et dissuadent les personnes d'initier des contacts ou des activités sexuelles ou d'avoir des rapports sexuels. Les sentiments d'indésirabilité ou d'inutilité poussent même certaines personnes à suggérer à leur partenaire de trouver quelqu'un qui ne soit pas handicapé.

## Fertilité

### Male
Les hommes atteints de lésions médullaires classent la capacité à engendrer des enfants parmi leurs plus grandes préoccupations liées à la sexualité. La fertilité masculine est réduite après une lésion médullaire, en raison d'une combinaison de problèmes d'érection, d'éjaculation et de qualité du sperme,. Comme pour les autres types de réponse sexuelle, l'éjaculation peut être psychogène ou réflexogène, et le niveau de lésion affecte la capacité de l'homme à expérimenter chaque type. 95 % des hommes atteints de lésions médullaires ont des problèmes d'éjaculation (anéjaculation), probablement en raison d'une mauvaise coordination des données provenant de différentes parties du système nerveux. L'érection, l'orgasme et l'éjaculation peuvent se produire indépendamment l'un de l'autre, bien que la capacité d'éjaculer semble liée à la qualité de l'érection et que la capacité d'orgasme soit liée à la facilité d'éjaculation. Même les hommes souffrant de lésions complètes peuvent être capables d'éjaculer, car d'autres nerfs impliqués dans l'éjaculation peuvent avoir un effet sur la réponse sans l'apport de la moelle épinière. En général, plus le niveau de la lésion est élevé, plus l'homme a besoin d'une stimulation physique pour éjaculer. Inversement, l'éjaculation précoce ou spontanée peut être un problème pour les hommes présentant des lésions aux niveaux T12-L1. Elle peut être suffisamment grave pour que l'éjaculation soit provoquée par une pensée sexuelle, ou sans aucune raison, et ne s'accompagne pas d'un orgasme.
La plupart des hommes ont un nombre normal de spermatozoïdes, mais une proportion élevée de spermatozoïdes sont anormaux ; ils sont moins mobiles (en) et ne survivent pas aussi bien,. La raison de ces anomalies n'est pas connue, mais la recherche pointe vers un dysfonctionnement des vésicules séminales et de la prostate, qui concentrent des substances toxiques pour les spermatozoïdes,. Les cytokines, protéines immunitaires qui favorisent une réponse inflammatoire, sont présentes à des concentrations plus élevées dans le sperme des hommes atteints de lésions médullaires,, tout comme l'acétylhydrolase du facteur d'activation des plaquettes (en) ; ces deux substances sont nocives pour les spermatozoïdes,. Une autre réponse immunitaire aux lésions médullaires est la présence d'un plus grand nombre de globules blancs dans le sperme.

### Femelle
Le nombre de femmes atteintes de lésions médullaires qui donnent naissance à des bébés en bonne santé est en augmentation. Entre la moitié et les deux tiers des femmes atteintes de lésions médullaires déclarent vouloir avoir des enfants, et 14 à 20 % tombent enceintes au moins une fois. Bien que la fertilité féminine ne soit généralement pas réduite de façon permanente par les lésions médullaires, il existe une réaction de stress qui peut se produire immédiatement après la blessure et qui modifie les niveaux d'hormones liées à la fertilité dans le corps. Chez environ la moitié des femmes, les menstruations s'arrêtent après la blessure, puis reviennent dans un délai moyen de cinq mois - elles reviennent dans un délai d'un an pour une grande majorité. Après le retour des menstruations, les femmes atteintes de lésions médullaires tombent enceintes à un rythme proche de celui du reste de la population.
La grossesse est associée à des risques plus importants que la normale chez les femmes atteintes de lésions médullaires, notamment un risque accru de thrombose veineuse profonde, d'infection respiratoire et d'infection des voies urinaires. Il existe des considérations telles que le maintien d'un positionnement correct dans un fauteuil roulant, la prévention des escarres et la difficulté accrue à se déplacer en raison de la prise de poids et des changements dans le centre d'équilibre. Il peut être nécessaire de modifier les dispositifs d'assistance (en) et de changer les médicaments. Pour les femmes ayant des lésions au-dessus de T6, un risque pendant le travail et l'accouchement qui menace à la fois la mère et le fœtus est la dysréflexie autonome (en), dans laquelle la pression artérielle augmente à des niveaux dangereux suffisamment élevés pour provoquer un accident vasculaire cérébral potentiellement mortel. Des médicaments tels que la nifédipine et le captopril peuvent être utilisés pour gérer un épisode s'il se produit, et l'anesthésie péridurale aide, bien qu'elle ne soit pas très fiable chez les femmes atteintes de lésions médullaires. L'anesthésie est utilisée pour le travail et l'accouchement même pour les femmes sans sensibilité, qui peuvent seulement ressentir les contractions comme une gêne abdominale, une spasticité accrue et des épisodes de dysréflexie autonome. La sensibilité réduite dans la région pelvienne signifie que les femmes atteintes de lésions médullaires ont généralement un accouchement moins douloureux ; en fait, elles peuvent ne pas se rendre compte qu'elles sont en train d'accoucher. En cas de déformations du bassin ou de la colonne vertébrale, une césarienne peut s'avérer nécessaire. Les bébés des femmes atteintes de lésions médullaires sont plus susceptibles de naître prématurément et, qu'ils soient prématurés ou non, ils sont plus susceptibles d'être petits pour leur âge gestationnel.

## Gestion

### Problèmes érectiles

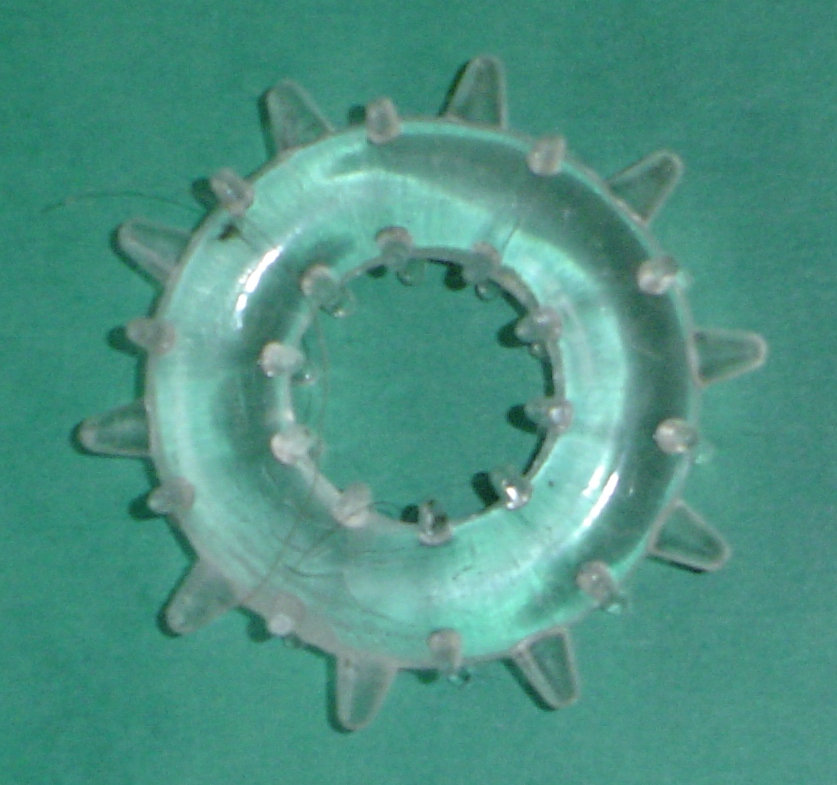
Un anneau peut être placé à la base du pénis pour maintenir l'érection.

Bien que les érections ne soient pas nécessaires pour avoir des rapports sexuels satisfaisants, de nombreux hommes les considèrent comme importantes et le traitement de la dysfonction érectile améliore leurs relations et leur qualité de vie. Quel que soit le traitement utilisé, il fonctionne mieux en association avec une thérapie axée sur la parole pour aider à l'intégrer dans la vie sexuelle. Les médicaments oraux et les dispositifs mécaniques constituent le premier choix de traitement car ils sont moins invasifs, souvent efficaces et bien tolérés. Les médicaments oraux comprennent le sildénafil (Viagra), le tadalafil (Cialis) et le vardénafil (Levitra),. Les pompes à pénis induisent des érections sans nécessiter de médicaments ou de traitements invasifs. Pour utiliser une pompe, l'homme insère son pénis dans un cylindre, puis le pompe pour créer un vide qui attire le sang dans le pénis, ce qui le met en érection,. Il glisse ensuite un anneau de l'extérieur du cylindre sur la base du pénis pour retenir le sang et maintenir l'érection,. Un homme capable d'avoir une érection mais qui a du mal à la maintenir suffisamment longtemps peut utiliser un anneau seul,. L'anneau ne peut pas être laissé en place pendant plus de 30 minutes et ne peut pas être utilisé en même temps que des médicaments anticoagulants.
Si les médicaments oraux et les traitements mécaniques échouent, le deuxième choix est l'injection locale : des médicaments tels que la papavérine et la prostaglandine, qui modifient le flux sanguin et déclenchent l'érection, sont injectés dans le pénis ; cette méthode est préférée pour son efficacité, mais elle peut provoquer des douleurs et des cicatrices. Une autre option consiste à insérer une petite pastille de médicament dans l'urètre, mais cette méthode nécessite des doses plus élevées que les injections et peut ne pas être aussi efficace. Des médicaments topiques pour dilater les vaisseaux sanguins ont été utilisés, mais ils ne sont pas très efficaces ni bien tolérés. La stimulation électrique des nerfs efférents au niveau S2 peut être utilisée pour déclencher une érection qui dure aussi longtemps que la stimulation. Les implants chirurgicaux, qu'il s'agisse de tiges flexibles ou de tubes gonflables, sont réservés aux cas où les autres méthodes échouent, en raison du risque de complications graves, qui surviennent dans 10 % des cas. Ils comportent un risque d'érosion du tissu pénien (rupture de la peau). Bien que la satisfaction des hommes qui les utilisent soit élevée, s'ils doivent être retirés, les implants rendent inutilisables d'autres méthodes telles que les injections et les dispositifs d'aspiration en raison de la détérioration des tissus. Il est également possible que la dysfonction érectile ne soit pas une conséquence directe de la lésion médullaire, mais qu'elle soit due à des facteurs tels que la dépression majeure, le diabète ou des médicaments tels que ceux pris pour la spasticité. La recherche et le traitement de la cause première peuvent atténuer le problème. Par exemple, les hommes dont les problèmes d'érection résultent d'une carence en testostérone peuvent recevoir une thérapie de remplacement des androgènes.

### Éjaculation et fertilité masculine
Sans intervention médicale, le taux de fertilité masculine après une lésion médullaire est de 5 à 14 %, mais le taux augmente avec les traitements. Même avec toutes les interventions médicales disponibles, moins de la moitié des hommes atteints de lésion médullaire peuvent engendrer des enfants. L'insémination assistée est généralement nécessaire. Comme pour l'érection, les thérapies utilisées pour traiter l'infertilité chez les hommes non blessés sont utilisées pour ceux atteints de lésion médullaire. Pour l'anéjaculation en cas de lésion médullaire, la méthode de première ligne pour la récupération des spermatozoïdes est la stimulation vibratoire pénienne (SVP),,,. Un vibrateur à haute vitesse est appliqué sur le gland du pénis pour déclencher un réflexe qui provoque l'éjaculation, généralement en quelques minutes. Les rapports d'efficacité de la PVS varient de 15 à 88 %, probablement en raison des différences de réglage du vibrateur et de l'expérience des cliniciens, ainsi que du niveau et de l'étendue de la lésion. Les lésions complètes situées strictement au-dessus du noyau d'Onuf (S2-S4) répondent à la PVS dans 98 % des cas, mais les lésions complètes des segments S2-S4 ne répondent pas à la PVS. En cas d'échec de la PVS, les spermatozoïdes sont parfois recueillis par électro-éjaculation,, : une sonde électrique est insérée dans le rectum, où elle déclenche l'éjaculation. Le taux de réussite est de 80 à 100 %, mais la technique nécessite une anesthésie et ne peut pas être pratiquée à domicile comme la PVS. La PVS et l'électroéjaculation comportent toutes deux un risque de dysréflexie autonome, de sorte que des médicaments pour prévenir cette affection peuvent être administrés à l'avance et que la pression artérielle est surveillée tout au long des procédures pour les personnes sensibles. Le massage de la prostate et des vésicules séminales est une autre méthode pour récupérer le sperme stocké,. Si ces méthodes ne provoquent pas d'éjaculation ou ne produisent pas suffisamment de sperme utilisable, le sperme peut être prélevé chirurgicalement par extraction testiculaire ou par aspiration épididymaire percutanée. Ces procédures permettent d'obtenir des spermatozoïdes dans 86 à 100 % des cas, mais les traitements non chirurgicaux sont préférables. L'éjaculation précoce ou spontanée est traitée avec des antidépresseurs, notamment des inhibiteurs sélectifs de la recapture de la sérotonine, dont on sait qu'ils ont pour effet secondaire de retarder l'éjaculation.

### Les femmes
Par rapport aux options disponibles pour traiter la dysfonction sexuelle chez les hommes (pour lesquels les résultats sont concrètement observables), celles disponibles pour les femmes sont limitées. Par exemple, les inhibiteurs de la PDE5, des médicaments oraux pour traiter la dysfonction érectile chez les hommes, ont été testés pour leur capacité à augmenter les réponses sexuelles telles que l'excitation et l'orgasme chez les femmes - mais aucun essai contrôlé n'a été réalisé chez les femmes atteintes de lésions médullaires, et les essais chez d'autres femmes n'ont donné que des résultats peu concluants. En théorie, la réponse sexuelle des femmes pourrait être améliorée à l'aide d'un dispositif d'aspiration conçu pour aspirer le sang dans le clitoris, mais peu d'études sur les traitements de la fonction sexuelle chez les femmes atteintes d'une lésion médullaire ont été réalisées. Il y a une rareté particulière d'informations en dehors du domaine de la reproduction.

### Éducation et conseil
Le conseil en matière de sexe et de sexualité par des professionnels de la santé, des psychologues, des travailleurs sociaux et des infirmières fait partie de la plupart des programmes de réadaptation des personnes atteintes de lésions médullaires. L'éducation fait partie du traitement de suivi des personnes atteintes de lésions médullaires, tout comme la psychothérapie, le mentorat par les pairs et les activités sociales ; ces éléments sont utiles pour améliorer les compétences nécessaires à la socialisation et aux relations. Plutôt que d'aborder la dysfonction sexuelle strictement comme un problème physique, les soins de réadaptation sexuelle appropriés prennent en compte l'individu dans son ensemble, par exemple en abordant les questions relatives aux relations et à l'estime de soi. Le conseil sexuel comprend l'enseignement de techniques pour gérer la dépression et le stress, et pour accroître l'attention portée aux sensations préservées pendant l'activité sexuelle. L'éducation comprend des informations sur le contrôle des naissances ou des dispositifs d'assistance tels que ceux permettant de se positionner pendant les rapports sexuels, ou des conseils et des idées pour résoudre des problèmes tels que l'incontinence et la dysréflexie autonome.
De nombreux patients atteints de lésions médullaires ont reçu des informations erronées sur les effets de leur blessure sur leur fonction sexuelle et bénéficient d'une éducation à ce sujet. Bien que l'éducation sexuelle peu après la blessure soit connue pour être utile et souhaitée, elle est souvent absente dans les environnements de réadaptation ; une plainte commune de ceux qui suivent des programmes de réadaptation est qu'ils offrent des informations insuffisantes sur la sexualité. L'éducation et le conseil à long terme sur la sexualité après la sortie de l'hôpital sont particulièrement importants, mais la sexualité est l'un des domaines les plus souvent négligés dans la réadaptation à long terme des victimes de lésions médullaires, en particulier pour les femmes. Les prestataires de soins peuvent s'abstenir d'aborder le sujet parce qu'ils se sentent intimidés ou mal équipés pour le faire. Les cliniciens doivent faire preuve de circonspection lorsqu'ils abordent des questions sexuelles, car les gens peuvent être mal à l'aise ou ne pas être prêts à aborder le sujet. De nombreux patients attendent que les prestataires abordent le sujet, même s'ils souhaitent obtenir l'information.
L'expérience d'une personne dans la gestion de la sexualité après la blessure dépend non seulement de facteurs physiques tels que la gravité et le niveau de la blessure, mais aussi d'aspects des circonstances de la vie et de la personnalité tels que l'expérience sexuelle et les attitudes à l'égard de la sexualité. Outre l'évaluation des préoccupations physiques, les cliniciens doivent tenir compte des facteurs qui affectent la situation de chaque patient : le sexe, l'âge, les facteurs culturels et sociaux. Les aspects culturels et religieux des patients, même s'ils sont passés inaperçus avant que la blessure ne provoque un dysfonctionnement sexuel, affectent les soins et les traitements, en particulier lorsque les attitudes et les hypothèses culturelles des patients et des prestataires de soins sont en conflit. Les professionnels de la santé doivent être sensibles aux questions d'orientation sexuelle et d'identité de genre, faire preuve de respect et d'acceptation tout en communiquant, en écoutant et en apportant un soutien émotionnel. Il a été constaté que les prestataires qui traitent les lésions médullaires supposent que leurs patients sont hétérosexuels ou excluent les patients LGBTQ de leur conscience, ce qui peut entraîner des soins de qualité inférieure. La recherche universitaire sur la sexualité et le handicap sous-représente également les points de vue LGBTQ.
Tout comme le patient, le partenaire d'une personne blessée a souvent besoin de soutien et de conseils, ce qui peut l'aider à s'adapter à une nouvelle dynamique relationnelle et à une nouvelle image de soi (comme le fait d'être placé dans le rôle de soignant) ou à faire face aux tensions qui surviennent dans la relation sexuelle. Souvent, les partenaires des personnes blessées doivent faire face à des sentiments tels que la culpabilité, la colère, l'anxiété et l'épuisement, tout en gérant le fardeau financier supplémentaire de la perte de salaire et des frais médicaux. Les conseils visent à renforcer la relation en améliorant la communication et la confiance.

#### Enfants et adolescents
Non seulement les lésions médullaires confrontent les enfants et les adolescents aux mêmes difficultés que les adultes, mais elles affectent également le développement de leur sexualité. Bien qu'il existe des recherches importantes sur les lésions médullaires et la sexualité chez les adultes, il existe très peu d'informations sur la façon dont elles affectent le développement de la sexualité chez les jeunes. Les enfants et les adolescents blessés ont besoin d'une éducation sexuelle continue et adaptée à leur âge, qui aborde les questions des lésions médullaires en rapport avec la sexualité et la fonction sexuelle. Les très jeunes enfants prennent conscience de leur handicap avant leur sexualité, mais à mesure qu'ils vieillissent, ils deviennent curieux, tout comme les enfants non handicapés, et il convient de leur fournir de plus en plus d'informations. Les soignants aident l'enfant et la famille à se préparer à la transition vers l'âge adulte, notamment en ce qui concerne la sexualité et l'interaction sociale, en commençant tôt et en s'intensifiant pendant l'adolescence. Les parents doivent être informés des effets de la lésion médullaire sur la fonction sexuelle afin de pouvoir répondre aux questions de leurs enfants. Lorsque les patients atteignent l'adolescence, ils ont besoin d'informations plus spécifiques sur la grossesse, le contrôle des naissances, l'estime de soi et les relations amoureuses. Les adolescents ayant perdu ou réduit leur sensibilité génitale bénéficient d'une éducation sur les moyens alternatifs d'éprouver du plaisir et de la satisfaction lors des actes sexuels. Les années d'adolescence sont souvent particulièrement difficiles pour les personnes atteintes de lésions médullaires, en termes d'image corporelle et de relations. Étant donné l'importance qu'ils accordent à la sexualité et à l'intimité, les adolescents peuvent être humiliés lorsque les parents ou les soignants leur font prendre leur bain ou s'occupent de leurs besoins intestinaux et vésicaux. Ils peuvent bénéficier de conseils en matière de sexualité, de groupes de soutien et d'un mentorat par des adultes atteints de lésions médullaires qui peuvent partager leurs expériences et mener des discussions avec leurs pairs. Avec les bons soins et l'éducation de la famille et des professionnels, les enfants et les adolescents blessés peuvent devenir des adultes sexuellement sains.

### Changements dans les pratiques sexuelles
Les personnes s'adaptent à la lésion médullaire de diverses manières sur le plan sexuel. Elles modifient souvent leurs pratiques sexuelles, s'éloignant de la stimulation génitale et des rapports sexuels et mettant davantage l'accent sur le toucher au-dessus du niveau de la blessure et d'autres aspects de l'intimité tels que les baisers et les caresses. Il est nécessaire de découvrir de nouvelles positions sexuelles si celles utilisées précédemment sont devenues trop difficiles. Les souvenirs positifs, les fantasmes, la relaxation, la méditation, les techniques de respiration et, surtout, la confiance avec un partenaire sont d'autres facteurs qui améliorent le plaisir sexuel. Les personnes atteintes de lésions médullaires peuvent utiliser des stimuli visuels, auditifs, olfactifs et tactiles. Il est possible de s'entraîner à être plus attentif aux aspects cérébraux de la sexualité et aux sensations dans les zones du corps qui sont sensibles, ce qui augmente les chances d'atteindre l'orgasme. L'importance du désir et du confort est à l'origine de la boutade « l'organe sexuel le plus important, c'est le cerveau ».
L'adaptation aux modifications des sensations corporelles après une blessure est suffisamment difficile pour que certains abandonnent l'idée d'une sexualité satisfaisante dans un premier temps, mais des modifications de la sensibilité au-dessus et au niveau de la blessure se produisent avec le temps ; les personnes peuvent trouver que des zones érogènes comme les mamelons ou les oreilles sont devenues plus sensibles, suffisamment pour être sexuellement satisfaisantes. Ils peuvent découvrir de nouvelles zones érogènes qui ne l'étaient pas avant la blessure ; les prestataires de soins peuvent aider à orienter cette découverte. Ces zones érogènes peuvent même conduire à l'orgasme lorsqu'elles sont stimulées,. De tels changements peuvent résulter d'un « remappage » des zones sensorielles dans le cerveau en raison de la neuroplasticité, en particulier lorsque la sensibilité des organes génitaux est complètement perdue. Il existe généralement sur le corps une zone située entre les zones où la sensibilité est perdue et celles où elle est préservée, appelée « zone de transition », qui présente une sensibilité accrue et est souvent sexuellement agréable lorsqu'elle est stimulée. Connue également sous le nom de « zone frontière », cette zone peut être ressentie comme l'était le pénis ou le clitoris avant la blessure, et peut même procurer une sensation orgasmique. En raison de ces changements de sensation, les personnes sont encouragées à explorer leur corps pour découvrir les zones agréables. La masturbation est un moyen utile d'apprendre à connaître les nouvelles réponses du corps.
Il existe des tests permettant de mesurer le degré de sensibilité qu'une personne a conservé dans ses organes génitaux après une blessure, qui sont utilisés pour adapter le traitement ou la rééducation. Les tests sensoriels aident les personnes à apprendre à reconnaître les sensations associées à l'excitation et à l'orgasme. Les personnes blessées qui sont capables d'atteindre l'orgasme en stimulant leurs organes génitaux peuvent avoir besoin d'être stimulées plus longtemps ou plus intensément. Il existe des jouets sexuels tels que les vibromasseurs, par exemple pour améliorer les sensations dans les zones peu sensibles, et ils peuvent être modifiés pour s'adapter aux handicaps. Par exemple, une dragonne peut être ajoutée à un vibromasseur ou à un godemiché pour aider une personne ayant une mauvaise fonction de la main.

### Considérations relatives à l'activité sexuelle
La lésion médullaire présente des besoins supplémentaires à prendre en compte pour l'activité sexuelle ; par exemple, la faiblesse musculaire et les limitations de mouvement restreignent les options de positionnement. Des oreillers ou des dispositifs tels que des cales peuvent être placés pour aider à atteindre et à maintenir une position souhaitée pour les personnes affectées par la faiblesse ou les limitations de mouvement. Il existe des dispositifs d'assistance pour faciliter les mouvements, tels que des chaises coulissantes pour assurer la poussée du bassin. La spasticité et la douleur créent également des obstacles à l'activité sexuelle ; ces changements peuvent obliger les couples à adopter de nouvelles positions, par exemple assis dans un fauteuil roulant. Un bain chaud peut être pris avant les rapports sexuels, et des massages et des étirements peuvent être incorporés dans les préliminaires pour soulager la spasticité.
Une autre considération est la perte de sensation, qui expose les personnes au risque de blessures telles que les escarres et les blessures qui pourraient s'aggraver avant d'être remarquées,. La friction due à l'activité sexuelle peut endommager la peau, il est donc nécessaire après les rapports sexuels d'inspecter les zones qui pourraient avoir été blessées, en particulier les fesses et la région génitale,. Les personnes qui ont déjà des escarres doivent veiller à ne pas aggraver leurs blessures. L'irritation des organes génitaux augmente le risque d'infections vaginales, qui s'aggravent si elles passent inaperçues. Les femmes qui ne parviennent pas à une lubrification vaginale suffisante peuvent utiliser un lubrifiant anatomique disponible dans le commerce pour réduire les frottements.
Un autre risque est la dysréflexie autonome (DA), une urgence médicale impliquant une tension artérielle dangereusement élevée. Les personnes à risque peuvent prendre des médicaments pour prévenir la DA avant les rapports sexuels, mais si elle survient, elles doivent s'arrêter et consulter. Des signes bénins de DA, tels qu'une tension artérielle légèrement élevée, accompagnent souvent l'excitation sexuelle et ne sont pas une raison de s'alarmer. En fait, certains interprètent les symptômes de DA qui surviennent pendant l'activité sexuelle comme agréables ou excitants, ou même comme un point culminant.
Les fuites urinaires ou intestinales dues à l'incontinence urinaire ou fécale constituent un problème qui n'est pas dangereux mais qui peut perturber les deux partenaires. Les couples peuvent se préparer aux rapports sexuels en vidant la vessie à l'aide d'un cathétérisme intermittent (en) ou en plaçant des serviettes à l'avance. Les personnes portant des sondes urinaires à demeure doivent faire preuve d'une attention particulière, en les retirant ou en les attachant avec du ruban adhésif,.
La contraception est une autre considération : les femmes atteintes de lésions médullaires ne se voient généralement pas prescrire de contraceptifs oraux car les hormones qu'ils contiennent augmentent le risque de caillots sanguins,, pour lesquels les personnes atteintes de lésions médullaires ont déjà un risque élevé. Les dispositifs intra-utérins peuvent avoir des complications dangereuses qui peuvent passer inaperçues si la sensation est réduite,. Les diaphragmes qui nécessitent l'insertion d'un objet dans le vagin ne sont pas utilisables par les personnes ayant une mauvaise fonction manuelle. Une option de choix pour les femmes est l'utilisation de préservatifs par les partenaires,.

## Adaptation à long terme
Au cours des premiers mois suivant une blessure, les gens donnent généralement la priorité à d'autres aspects de la réadaptation plutôt qu'aux questions sexuelles, mais à long terme, l'adaptation à la vie avec une lésion médullaire nécessite d'aborder la sexualité. Bien que des facteurs physiques, psychologiques et émotionnels incitent à la réduction de la fréquence des rapports sexuels après une blessure, elle augmente avec le temps. Au fil des ans, les chances qu'une personne s'engage dans une relation sexuelle augmentent. Les difficultés d'adaptation à une nouvelle apparence et aux limitations physiques contribuent à réduire la fréquence des actes sexuels, et l'amélioration de l'image corporelle est associée à une augmentation. Tout comme la fréquence, le désir sexuel et la satisfaction sexuelle diminuent souvent après une lésion médullaire. La réduction du désir sexuel et de la fréquence des rapports sexuels chez les femmes peut s'expliquer en partie par le fait qu'elles pensent qu'elles ne peuvent plus avoir de plaisir sexuel, ou par le fait que leur indépendance ou leurs opportunités sociales sont réduites. Au fil du temps, les personnes s'adaptent généralement à leur corps modifié. Environ 80 % des femmes redeviennent sexuellement actives et le nombre de celles qui se déclarent sexuellement satisfaites varie de 40 à 88 %. Bien que la satisfaction des femmes soit généralement plus faible qu'avant la lésion, elle s'améliore au fil du temps. Les femmes signalent des taux de satisfaction sexuelle plus élevés que les hommes après un accident vasculaire cérébral pendant une période pouvant aller de 10 à 45 ans. Plus d'un quart des hommes ont des problèmes importants d'adaptation à leur fonctionnement sexuel après une blessure. La satisfaction sexuelle dépend d'une série de facteurs, dont certains sont plus importants que la fonction physique des organes génitaux : l'intimité, la qualité des relations, la satisfaction des partenaires, la volonté de faire des expériences sexuelles et une bonne communication. La fonction génitale n'est pas aussi importante pour la satisfaction sexuelle des hommes que la satisfaction et l'intimité de leurs partenaires. Chez les femmes, la qualité des relations, la proximité avec les partenaires, le désir sexuel et une image corporelle positive, ainsi que la fonction physique des organes génitaux, contribuent à la satisfaction sexuelle. Pour les deux sexes, les relations de longue durée sont associées à une plus grande satisfaction sexuelle.

## Les relations
Une blessure catastrophique (en) telle que la lésion médullaire met à rude épreuve les mariages et autres relations amoureuses, ce qui a des conséquences importantes sur la qualité de vie. Les partenaires des personnes blessées se sentent souvent hors de contrôle, dépassés, en colère et coupables tout en ayant plus de travail lié à la blessure, moins d'aide pour les responsabilités telles que l'éducation des enfants, et la perte de salaire. Le stress relationnel et la dépendance excessive dans les relations augmentent le risque de dépression pour la personne atteinte d'une lésion médullaire ; les relations de soutien sont protectrices. Les relations changent à mesure que les partenaires assument de nouveaux rôles, comme celui de soignant, qui peuvent entrer en conflit avec le rôle de partenaire et nécessiter des sacrifices importants en termes de temps et de soins personnels. Ces changements de responsabilités peuvent signifier un renversement des rôles de genre déterminés par la société au sein des relations ; l'incapacité à remplir ces rôles affecte la sexualité en général. Le dysfonctionnement sexuel est un facteur de stress dans les relations. Les gens sont souvent aussi autant préoccupés par le fait de ne pas satisfaire leur partenaire que de satisfaire leurs propres besoins sexuels. En effet, deux des principales raisons invoquées par les personnes atteintes de lésions médullaires pour justifier leur désir d'avoir des rapports sexuels sont l'intimité et la volonté de garder un partenaire. La fréquence des rapports sexuels est en corrélation avec le désir du partenaire valide.
Bien que les problèmes de fonction sexuelle résultant d'une lésion médullaire jouent un rôle dans certains divorces, ils ne sont pas aussi importants que la maturité émotionnelle pour déterminer le succès d'un mariage. Les personnes atteintes d'une lésion médullaire divorcent plus souvent que le reste de la population, et les mariages qui ont eu lieu avant la blessure échouent plus souvent que ceux qui ont eu lieu après (33 % contre 21 %). Les personnes mariées avant la blessure rapportent des mariages moins heureux et une moins bonne adaptation sexuelle que celles mariées après, ce qui indique peut-être que les conjoints ont eu du mal à s'adapter à la nouvelle situation. Pour ceux qui ont choisi de s'engager avec quelqu'un après une blessure, le handicap a été accepté comme faisant partie de la relation dès le début. La compréhension et l'acceptation des limitations résultant de la blessure de la part du partenaire non blessé est un facteur important pour un mariage réussi. On a constaté que de nombreux divorces ont été initiés par le partenaire blessé, parfois en raison de la dépression et du déni qui surviennent souvent peu après la blessure. Le conseil est donc important, non seulement pour gérer les changements dans la perception de soi, mais aussi dans les perceptions concernant les relations.
Malgré le stress que les lésions médullaires imposent aux personnes et aux relations, des études ont montré que les personnes atteintes de lésions médullaires sont capables d'avoir des relations romantiques et des mariages heureux et satisfaisants, et d'élever des enfants bien adaptés. Les personnes atteintes de lésions médullaires qui souhaitent être parents peuvent remettre en question leur capacité à élever des enfants et choisir de ne pas les avoir, mais des études ont montré qu'il n'y a pas de différence dans les résultats parentaux entre les groupes blessés et les groupes non blessés. Les enfants de femmes atteintes de lésions médullaires n'ont pas une plus mauvaise estime de soi, adaptation ou attitude envers leurs parents. Les femmes qui ont des enfants après une lésion médullaire ont une meilleure qualité de vie, même si le fait d'être parent ajoute des exigences et des défis à leur vie.
Pour les personnes qui sont célibataires au moment de la blessure ou qui le deviennent, les lésions médullaires entraînent des difficultés et des insécurités quant à leur capacité à rencontrer de nouveaux partenaires et à entamer des relations. Dans certains contextes, les normes de beauté amènent les gens à considérer les corps handicapés comme moins attrayants, ce qui limite les options de partenaires sexuels et romantiques des personnes handicapées comme les lésions médullaires. En outre, les handicaps physiques sont stigmatisés, ce qui amène les gens à éviter le contact avec les personnes handicapées, en particulier celles qui souffrent de maladies très visibles comme les lésions médullaires. Les personnes atteintes de lésions médullaires peuvent se sentir gênées et embarrassées en public. Elles peuvent améliorer leur réussite sociale en utilisant des techniques de gestion de l'impression pour changer la façon dont elles sont perçues et créer une image plus positive d'elles-mêmes aux yeux des autres. Les limitations physiques créent des difficultés ; la diminution de l'indépendance entraîne une réduction des interactions sociales et des possibilités de trouver des partenaires. Les difficultés de mobilité et le manque d'accessibilité des espaces sociaux pour les personnes handicapées (par exemple, l'absence de rampes d'accès pour les fauteuils roulants) constituent un obstacle supplémentaire à l'activité sociale et limitent la possibilité de rencontrer des partenaires. L'isolement et le risque de dépression qui y est associé peuvent être limités par la participation à des activités physiques, à des réunions sociales, à des clubs, à des chats et à des rencontres en ligne.

## Société et culture

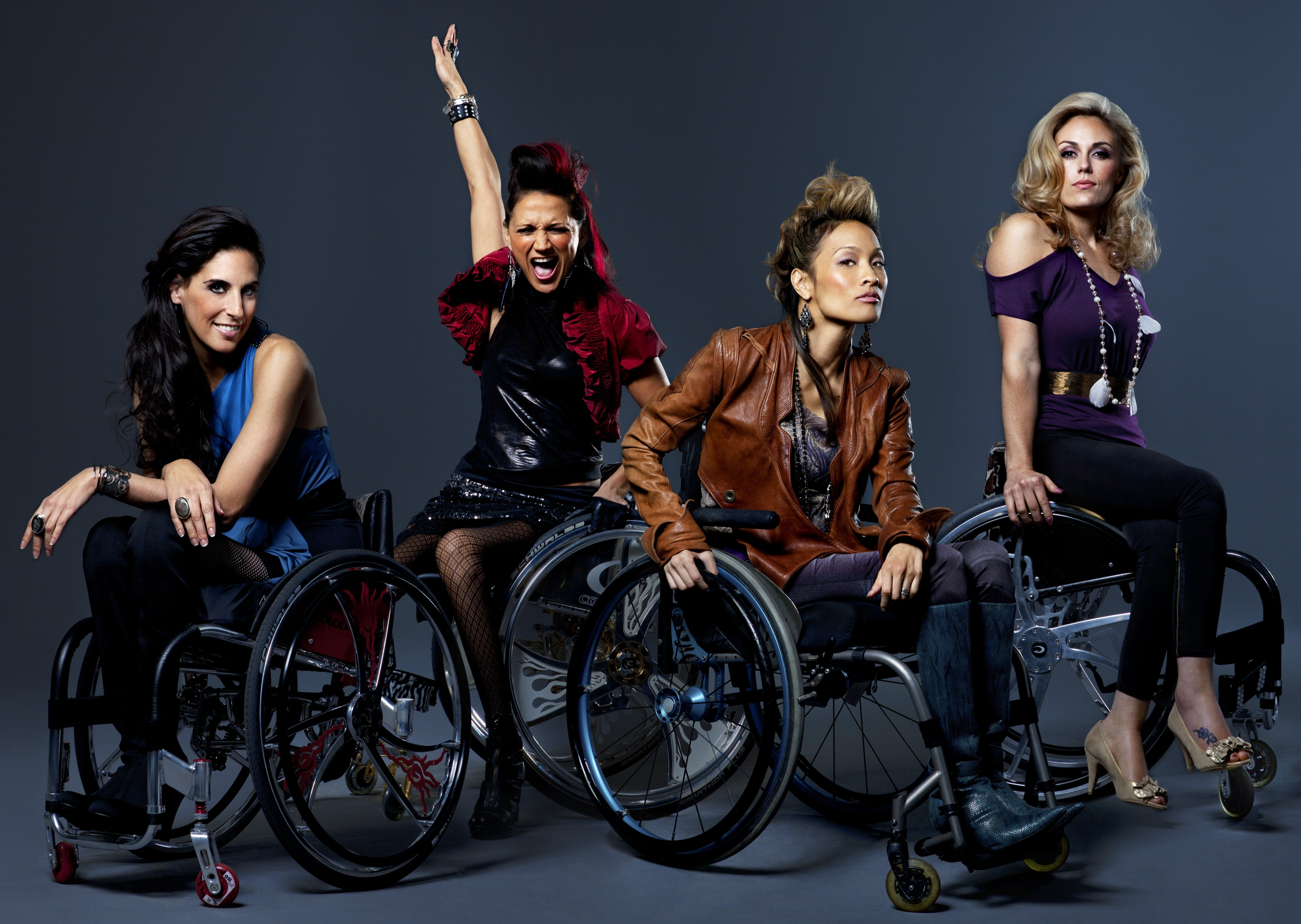
La série de téléréalité Push Girls met en scène des femmes atteintes de lésions médullaires qui abordent les questions de sexualité et de vie quotidienne.

Les attitudes sociétales négatives et les stéréotypes concernant les personnes atteintes d'un handicap comme le traumatisme médullaire affectent les interactions interpersonnelles et l'image de soi, ce qui a d'importantes répercussions sur la qualité de vie. En effet, pour les femmes, les facteurs psychologiques ont un impact plus important sur l'adaptation et l'activité sexuelles que les facteurs physiques. Les attitudes négatives à l'égard du handicap (ainsi que les relations et le soutien social) sont plus prédictives de l'issue que le niveau ou l'étendue de la blessure. Il existe des stéréotypes selon lesquels les personnes atteintes de lésions médullaires (en particulier les femmes) ne sont pas intéressées par les relations ou les rencontres sexuelles ou ne sont pas capables d'en avoir. « Les gens pensent que nous ne pouvons sortir qu'avec des personnes en fauteuil roulant, que nous avons de la chance d'avoir n'importe quel homme, que nous ne pouvons pas être difficiles », a remarqué Mia Schaikewitz, qui est présentée dans Push Girls, une série de télé-réalité de 2012 sur quatre femmes atteintes de lésions médullaires. Non seulement ils affectent l'image de soi des personnes blessées, mais ces stéréotypes sont particulièrement nocifs lorsqu'ils sont véhiculés par des conseillers et des professionnels impliqués dans la réadaptation. Les soignants affectés par ces croyances transmises culturellement peuvent traiter leurs patients comme des personnes asexuées, en particulier si la blessure est survenue à un jeune âge et que le patient n'a jamais eu d'expériences sexuelles. Le fait de ne pas reconnaître la capacité sexuelle et reproductive des personnes blessées limite leur accès au contrôle des naissances, à l'information sur la sexualité et aux soins médicaux liés à la santé sexuelle tels que les examens gynécologiques annuels. Une autre croyance courante qui affecte la réadaptation sexuelle est que le sexe est strictement lié à la fonction génitale, ce qui peut amener les soignants à négliger l'importance du reste du corps et de l'individu.
Les attitudes culturelles à l'égard des rôles de genre ont des effets profonds sur les personnes atteintes de lésions médullaires. La blessure peut entraîner une insécurité concernant l'identité sexuelle, en particulier si le handicap empêche l'accomplissement des normes de genre enseignées par la société. Les normes de beauté féminine propagées par les médias et la culture présentent la femme idéale comme non handicapée : comme l'a fait remarquer un mannequin de mode atteint d'une lésion médullaire, « lorsque vous avez une blessure ou un handicap dévastateur, vous n'êtes pas souvent considérée comme sensuelle ou jolie parce que vous ne ressemblez pas aux femmes des magazines ». L'incapacité à répondre à ces normes peut diminuer l'estime de soi, même si ces idéaux sont également inatteignables pour la plupart des femmes non handicapées. Une mauvaise estime de soi est associée à une moins bonne adaptation sexuelle et à une moins bonne qualité de vie, ainsi qu'à des taux plus élevés de solitude, de stress et de dépression. Les hommes sont également affectés par les attentes de la société, telles que les notions de masculinité et de prouesses sexuelles,. Les hommes issus de certains milieux traditionnels peuvent ressentir une pression de performance qui met l'accent sur la capacité à avoir des érections et des rapports sexuels. Les hommes qui ont un fort désir sexuel mais qui ne sont pas en mesure d'avoir des performances sexuelles peuvent présenter un risque accru de dépression, en particulier s'ils croient fermement aux normes de genre masculines traditionnelles, la fonction sexuelle étant au cœur de l'identité masculine,. Les hommes qui croient fermement en ces rôles traditionnels peuvent se sentir sexuellement inadéquats, non virils, peu sûrs d'eux et moins satisfaits de leur vie. Comme la dysfonction sexuelle a cet impact négatif sur l'estime de soi, le traitement de la dysfonction érectile peut avoir un bénéfice psychologique même s'il n'aide pas à la sensation physique. La lésion médullaire peut nécessiter une réévaluation et un rejet des hypothèses sur les normes de genre et la fonction sexuelle afin de s'adapter sainement au handicap : ceux qui sont capables de changer leur façon de penser sur les rôles de genre peuvent avoir une meilleure satisfaction de vie et de meilleurs résultats avec la réadaptation. Le conseil est utile dans ce processus de réévaluation.

### Citations originales et traductions
1. ↑  « People think we can only date people in wheelchairs, that we're lucky to get any guy, that we can't be picky »
2. ↑  « when you have a devastating injury or disability, you're not often thought of as sensual or pretty because you don't look like the women in the magazines. »